# Ruth Lichterman Teitelbaum
Ruth Lichterman Teitelbaum (1924-1986, Dallas, Estados Unidos) fue una de las seis programadoras originales de la máquina ENIAC.

## Estudios
Lichtmeran Teitelbaum se graduó en matemáticas en el Hunter College. Fue luego contratada por la Moore School of Engineering para computar trayectorias balísticas. La escuela Moore fue financiada por el ejército de los EE. UU. durante la Segunda Guerra Mundial. Aquí, un grupo de aproximadamente 80 mujeres trabajó calculando manualmente trayectorias balísticas, estas mujeres fueron llamadas "computadoras". En 1945, el ejército decidió financiar un proyecto experimental: la primera computadora digital totalmente electrónica y Lichterman fue seleccionada como una de las primeras programadoras para la máquina ENIAC.
Junto con Marlyn Meltzer, Teitelbaum era parte de un área especial del proyecto. Usando tecnología analógica, calculaban ecuaciones de trayectoria balística. En 1946, la computadora ENIAC se dio a conocer ante el público y la prensa. Este grupo de programadoras estaba formado por:
Jean Jennings Bartik, Betty Snyder Holberton, Kathleen McNulty Mauchly Antonelli, Frances Bilas Spence y Marlyn Wescoff Meltzer.

## Logros
A pesar de que jugó un papel fundamental en el surgimiento de las computadoras, se le dio poco crédito a los fundamentos de ENIAC. Viajó al Laboratorio de Investigación de Balística en Aberdeen Proving Grounds, donde permaneció dos años más para formar al siguiente grupo de programadores.
En 1997, junto a sus seis colegas programadoras de la ENIAC, fue incluida en el Women in Technology International Hall of Fame. Su esposo aceptó este premio en memoria de ella.